# Società Sportiva Calcio Napoli 2022-2023
Questa voce raccoglie le informazioni riguardanti la Società Sportiva Calcio Napoli nelle competizioni ufficiali della stagione 2022-2023.

## Stagione
(Luciano Spalletti)

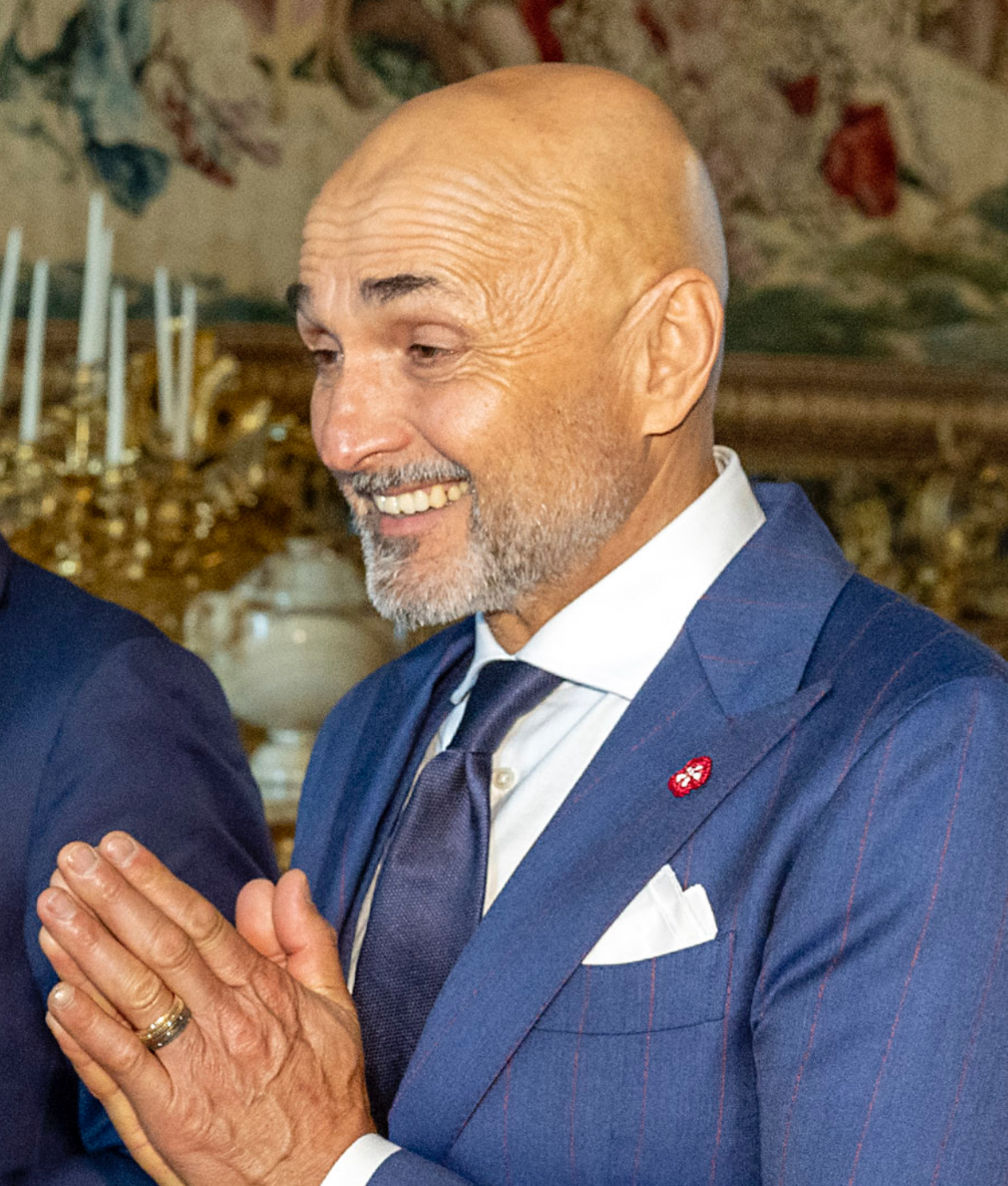
Il tecnico Luciano Spalletti, al secondo anno a Napoli, vince per la prima volta in carriera il campionato italiano.

Grazie al terzo posto conquistato nel campionato 2021-2022, il Napoli torna in Champions League dopo due anni di assenza. La stagione in corso è la prima dopo dieci anni senza Lorenzo Insigne, capitano nelle precedenti quattro annate, accasatosi al Toronto FC dopo la scadenza del contratto con gli azzurri. A parte i ritorni dai prestiti di Gaetano e Zerbin, il Napoli acquista Olivera dal Getafe, K'varatskhelia dalla Dinamo Batumi, Østigård dal Brighton, Kim dal Fenerbahçe, Sirigu a parametro zero, Simeone dal Verona, Ndombele dal Tottenham e Raspadori dal Sassuolo (questi ultimi tre in prestito, ma con formule diverse), oltre a ufficializzare il riscatto di Anguissa e il rinnovo contrattuale di Juan Jesus. Lasciano invece il club, a causa della scadenza naturale dei rispettivi contratti, anche Ospina, Ghoulam, Malcuit e Mertens, mentre Koulibaly si trasferisce al Chelsea per 38 milioni di euro, Petagna viene ceduto al Monza in prestito con obbligo di riscatto, Ruiz passa al Paris Saint-Germain a titolo definitivo per 23 milioni di euro e Ounas si trasferisce al Lilla per 3 milioni di euro. Viene dunque nominato come nuovo capitano della squadra Di Lorenzo. Dimaro e Castel di Sangro vengono confermate come sedi del ritiro pre-stagionale.

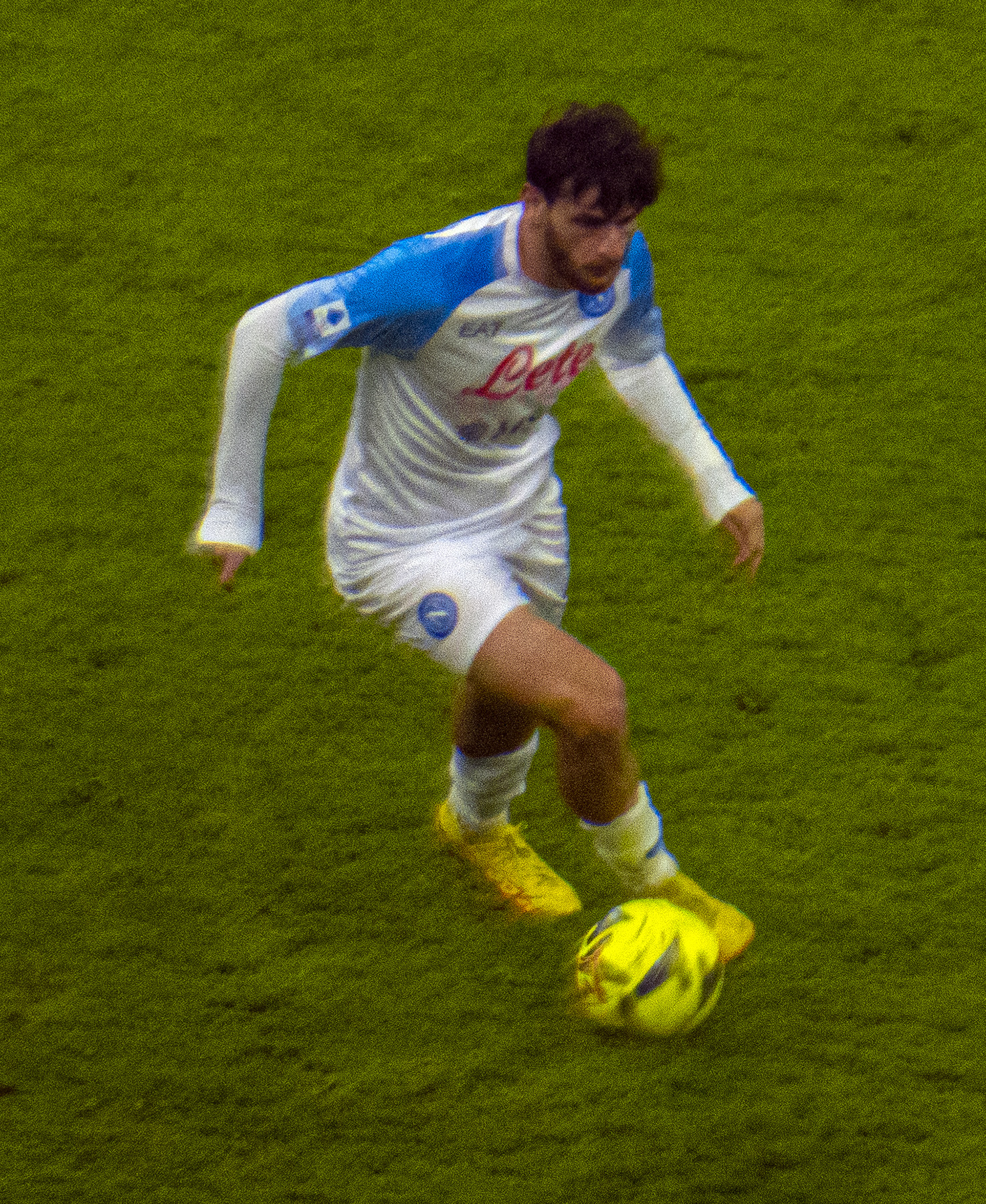
Il neoacquisto Khvicha K'varatskhelia, miglior giocatore del campionato e tra i principali protagonisti del 3º scudetto napoletano.

Il campionato inizia con le vittorie contro Verona (2-5) e Monza (4-0), dove si mette subito in mostra il nuovo acquisto K'varatskhelia, che contribuisce con tre gol e un assist ai primi sei punti della stagione azzurra. Dopo due pareggi contro Fiorentina (0-0) e Lecce (1-1), gli azzurri si riscattano subito con tre vittorie consecutive contro la Lazio (1-2), lo Spezia (1-0) e i campioni d'Italia in carica del Milan (1-2), nella vittoriosa trasferta di San Siro del 18 settembre. Alla pausa di settembre gli azzurri sono primi in classifica in coabitazione con l'Atalanta. Al rientro dalla sosta, grazie alle vittorie contro Torino (3-1) e Cremonese (1-4), e complice anche il pareggio dei bergamaschi contro l'Udinese, il Napoli conquista la vetta solitaria della classifica dopo nove giornate. Con i seguenti successi contro Bologna (3-2), Roma (0-1) e Sassuolo (4-0), gli azzurri consolidano il primo posto, distanziandosi di cinque punti dall'Atalanta seconda. Il vantaggio sale quindi a +8 dopo la vittoria nello scontro diretto a Bergamo (1-2), con i nerazzurri che scivolano al terzo posto superati dal Milan, distante sei punti dai partenopei. Nel successivo turno di campionato, grazie alla vittoria casalinga sull'Empoli (2-0) e al pareggio dei rossoneri contro la Cremonese, gli azzurri si portano a +8 dal secondo posto. Prima della pausa per il campionato del mondo 2022 arriva un altro successo interno per i partenopei, stavolta ai danni dell'Udinese (3-2). Di ritorno dalla sosta, il Napoli interrompe la striscia di undici vittorie consecutive in campionato, perdendo per 1-0 nello scontro diretto della 16ª giornata in casa dell'Inter. La vittoria successiva a Genova contro la Sampdoria (0-2) rende comunque gli azzurri campioni d'inverno con due giornate d'anticipo, dato che il Milan, pareggiando contro la Roma, rimane distante 7 punti dai partenopei, a pari merito con la Juventus. Nel turno seguente il Napoli sconfigge proprio i bianconeri per 5-1 allo stadio Maradona, portandosi così a +9 dal Milan, fermato da un altro pareggio sul campo del Lecce, e a +10 dalla Vecchia Signora. Chiude poi il girone d'andata con la vittoria esterna contro la Salernitana (0-2), diventando così la terza squadra nell'era dei tre punti ad averne conquistati 50 al giro di boa del campionato, dopo l'Inter nella stagione 2006-2007 e la Juventus nelle annate 2013-2014 e 2018-2019.

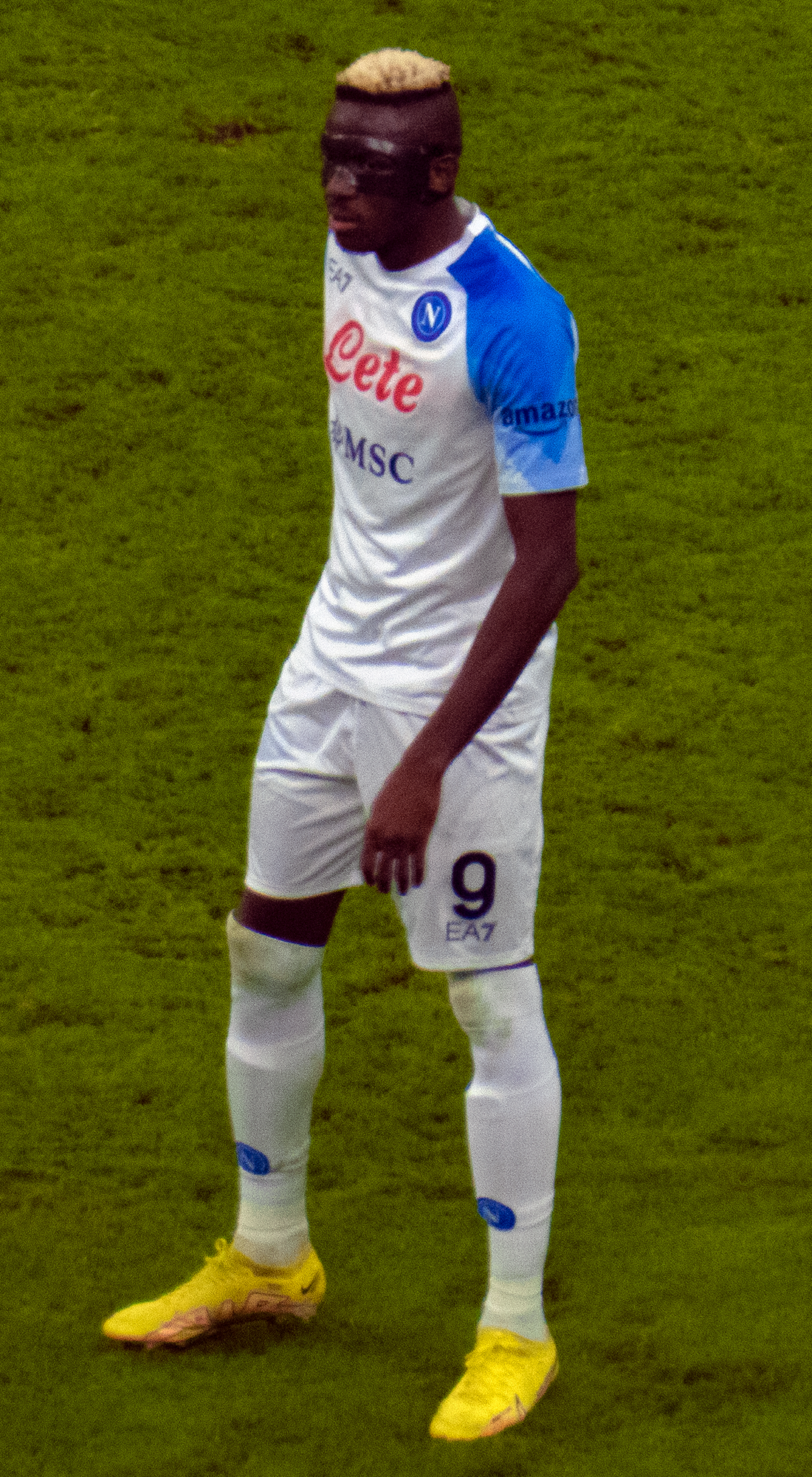
Il numero nove Victor Osimhen, trascinatore della squadra e capocannoniere del campionato.

Il girone di ritorno si apre con altre quattro vittorie, rispettivamente contro Roma (2-1), Spezia (0-3), Cremonese (3-0) e Sassuolo (0-2), che permettono agli azzurri di portarsi a +15 dal secondo posto, stavolta occupato dall'Inter. Con l'ennesimo successo nel match della 24ª giornata contro l'Empoli (0-2), il distacco sale a +18, complice la sconfitta dei nerazzurri contro il Bologna. Nonostante il successivo stop casalingo contro la Lazio (0-1), i partenopei riescono a ristabilire la distanza di 18 punti dal secondo posto nel turno seguente, grazie alla vittoria contro l'Atalanta (2-0) e al successo dello Spezia contro l'Inter. Segue un'altra vittoria prima della pausa per le nazionali, stavolta sul campo del Torino (0-4). Di ritorno dalla sosta, il rendimento degli azzurri è altalenante: arriva una sconfitta al Maradona contro il Milan (0-4), una vittoria esterna ai danni del Lecce (1-2) e un pareggio casalingo contro il Verona (0-0). Questi risultati sono poi seguiti dal successo esterno sul campo della Juventus (0-1), con i partenopei che tornano a vincere dopo tredici anni sia il match di andata che quello di ritorno contro i bianconeri. Dopo un pareggio in casa contro la Salernitana (1-1), un altro pareggio sul campo dell'Udinese (1-1) è sufficiente per rendere il Napoli campione d'Italia con cinque giornate d'anticipo, vincendo così il suo terzo scudetto a 33 anni dal precedente. Segue una vittoria in casa contro la Fiorentina (1-0), una sconfitta esterna contro il Monza (2-0) e un altro successo casalingo ai danni dell'Inter (3-1); grazie a quest'ultimo risultato, gli azzurri riescono per la prima volta nella loro storia a vincere contro tutte le diciannove avversarie in campionato. Le ultime due giornate vedono il Napoli pareggiare sul campo del Bologna (2-2) e vincere in casa contro la Sampdoria (2-0). I partenopei concludono il campionato a quota 90 punti, con il migliore attacco (77 gol) e la migliore difesa del torneo (28 reti subite). Victor Osimhen, inoltre, conquista il titolo di capocannoniere con 26 reti totali.
In Champions League il Napoli viene sorteggiato nel gruppo A, dove si gioca la qualificazione assieme ad Ajax, Liverpool e Rangers. Con gli olandesi c'è solo un precedente, risalente alla stagione 1969-1970, in Coppa delle Fiere (dove i partenopei vennero eliminati agli ottavi di finale dai Lancieri dopo i tempi supplementari), mentre gli inglesi, finalisti della Champions League 2021-2022, capitano nello stesso girone degli azzurri per la terza volta in cinque anni; con gli scozzesi, finalisti dell'Europa League 2021-2022, si tratta invece del primo confronto ufficiale in assoluto. Il cammino europeo inizia molto bene per il Napoli, che vince le prime tre partite del girone, battendo prima il Liverpool in casa per 4-1, poi i Rangers a Glasgow per 3-0 e in seguito l'Ajax ad Amsterdam per 6-1; con quest'ultimo risultato i partenopei diventano la quarta squadra italiana (dopo Juventus, Milan e Inter) a vincere le prime tre partite di un girone del torneo. Grazie alla successiva vittoria casalinga contro gli olandesi (4-2), gli azzurri ottengono la matematica qualificazione agli ottavi di finale, per la prima volta nella loro storia con due giornate di anticipo. Il seguente successo interno contro i Rangers, con lo stesso risultato del match d'andata, permette ai campani di diventare la terza squadra italiana a vincere le prime cinque partite della fase a gironi di un'unica edizione del torneo, dopo il Milan nella stagione 1992-1993, che terminò il suo girone a punteggio pieno, e la Juventus nella stagione 2004-2005. All'ultima giornata il Napoli perde 2-0 ad Anfield e viene appaiato dal Liverpool a 15 punti, ma, grazie alla differenza reti a favore negli scontri diretti, chiude comunque il girone al primo posto. I sorteggi degli ottavi di finale vedono i partenopei contrapposti all'Eintracht Francoforte, qualificato come secondo nel gruppo D e già campione della scorsa Europa League. La doppia partita viene vinta in scioltezza, con un 2-0 all'andata in trasferta e un 3-0 nel ritorno tra le mura casalinghe: ciò fa sì che, per la prima volta nella sua storia, il Napoli raggiunga i quarti di finale di Champions. Al sorteggio di questa fase, gli azzurri pescano i connazionali del Milan, qualificatisi a discapito del Tottenham; l'ultimo precedente con una squadra italiana fu nella Coppa UEFA 1988-1989 vinta 34 anni prima, in cui il Napoli affrontò la Juventus sempre ai quarti di finale. Il doppio confronto termina con l'eliminazione dei partenopei, che perdono per 1-0 il match di andata a San Siro e pareggiano 1-1 in casa al ritorno.
In Coppa Italia gli azzurri escono agli ottavi di finale per la seconda stagione consecutiva, venendo eliminati in casa dalla Cremonese ai calci di rigore, dopo che sia i tempi regolamentari che quelli supplementari si sono conclusi sul risultato di 2-2.

## Divise e sponsor
Principale tratto distintivo della maglia casalinga è dato dalla manica Raglan, caratterizzata da un motivo degradè "a freccia", che dal blu navy della spalla passa a tonalità sempre più chiare d'azzurro. Il corpino, azzurro, presenta sullo sfondo una trama costituita da una versione semplificata del logo del club, mentre, posteriormente, in alto al centro, è riportata la sigla SSCN in bianco. Il girocollo ha un orlo blu navy, che sul retro, presenta un piccolo taglio a "V". Completano la divisa i calzoncini a tinta unita (bianchi o azzurri) — muniti di logo societario (a destra) e numero di maglia (a sinistra) — e calzettoni azzurri (con logo del club sul fronte e risvolti bianchi o blue navy).
La casacca away è bianca e presenta il medesimo pattern della prima maglia, sebbene le tonalità d'azzurro usate per spalle e maniche siano più chiare; completano la divisa calzoncini e calzettoni bianchi, questi ultimi con risvolti blu navy o bianchi. La terza divisa, definita "Blu Acqua", presenta un template differente rispetto alle prime due: lo sfondo della maglia riproduce una serie di linee e sfumature oblique che richiamano «il mare di notte illuminato dalla luna». Il pattern della terza maglia è ripreso per le due casacche dei portieri, una fucsia e un'altra verde, arricchite, però, da orli neri per girocollo e maniche.
Per le gare di Champions League, la divisa away e la terza divisa differiscono da quelle adoperate per la Serie A: la divisa da trasferta consta di maglia bianca, con motivo degradè in argento, calzoncini azzurri e calzettoni bianchi con risvolti blu navy; mentre la terza divisa è interamente grigia eccezion fatta per il motivo "a freccia" di spalle e maniche, realizzato con diverse gradazioni d'azzurro.
Inoltre, sono state prodotte alcune divise speciali. Come per la stagione precedente, è stata realizzata una divisa per Halloween — casacca azzurra, «con molteplici pipistrelli che svolazzano sul corpo e sulle maniche», calzoncini neri e calzettoni neri — utilizzata per tre gare interne di campionato. Una maglia a tema natalizio, caratterizzata dal disegno della renna Rudolph è stata adoperata, invece, per le gare amichevoli del mese di dicembre. Una terza divisa speciale, dedicata alla festa di San Valentino, è stata indossata durante le partite casalinghe contro la Cremonese, sia in Coppa Italia, sia in campionato. Un'ultima jersey speciale, denominata "Face Game", è stata presentata durante le celebrazioni che hanno seguito la vittoria del campionato: in sostanza, il pattern della maglia away è stato personalizzato per ciascun calciatore, aggiungendo, sulla parte anteriore del corpino, quattro immagini, di diverse dimensioni, del calciatore stesso, nonché la propria firma. Non essendo consentite, per motivi regolamentari, personalizzazioni di questo tipo delle divise da gioco, questa special non è stata approvata dalla Lega per l'utilizzo in gare ufficiali e, quindi, è stata destinata dal club solo ai warm up prepartita.
Lo sponsor tecnico della stagione è EA7, mentre, tra gli sponsor ufficiali, figurano il main sponsor Acqua Lete, il secondary sponsor MSC Crociere, lo sleeve sponsor Amazon.com e il back sponsor (subentrato a stagione in corso) Upbit (piattaforma di exchange di criptovalute).
Divise ordinarie
| Casa | Trasferta | Terza divisa | 1ª portiere | 2ª portiere |

Divise Champions League
| Casa | Trasferta | Terza divisa |

Divise speciali
| Halloween Game | Ed. speciale di Natale | Ed. speciale di San Valentino |

## Organigramma societario
Area direttiva
- Presidente: Aurelio De Laurentiis
- Vicepresidente: Jacqueline Baudit
- Vicepresidente: Edoardo De Laurentiis
- Amministratore Delegato: Andrea Chiavelli

Area organizzativa
- Direttore Amministrativo: Laura Belli
- Segretario generale: Alberto Vallefuoco

Area Marketing
- Head of operations, sales & marketing: Alessandro Formisano

Area Comunicazione
- Dir. Area Comunicazione: Nicola Lombardo
- Addetto Stampa: Guido Baldari

Area Tecnica
- Direttore Sportivo: Cristiano Giuntoli
- Team Manager: Giuseppe Santoro
- Allenatore: Luciano Spalletti
- Vice allenatore: Marco Domenichini
- Preparatore atletico: Francesco Sinatti
- Preparatore atletico: Francesco Cacciapuoti
- Match analyst: Simone Beccaccioli
- Collaboratore tecnico: Salvatore Russo
- Collaboratore tecnico: Daniele Baldini
- Preparatore dei portieri: Alejandro Rosalen López

Area Medica
- Responsabile Staff Medico: dottor Raffaele Canonico

## Rosa
Rosa e numerazione aggiornate al 31 gennaio 2023.
| N. |                               | Ruolo | Calciatore                |
| -- | ----------------------------- | ----- | ------------------------- |
| 1  | Italia (bandiera)             | P     | Alex Meret                |
| 3  | Corea del Sud (bandiera)      | D     | Kim Min-jae               |
| 4  | Germania (bandiera)           | C     | Diego Demme               |
| 5  | Brasile (bandiera)            | D     | Juan Jesus                |
| 6  | Portogallo (bandiera)         | D     | Mário Rui (vice capitano) |
| 7  | Macedonia del Nord (bandiera) | C     | Eljif Elmas               |
| 9  | Nigeria (bandiera)            | A     | Victor Osimhen            |
| 11 | Messico (bandiera)            | A     | Hirving Lozano            |
| 12 | Italia (bandiera)             | P     | Davide Marfella           |
| 13 | Kosovo (bandiera)             | D     | Amir Rrahmani             |
| 16 | Polonia (bandiera)            | P     | Hubert Idasiak            |
| 17 | Uruguay (bandiera)            | D     | Mathías Olivera           |
| 18 | Argentina (bandiera)          | A     | Giovanni Simeone          |
| 19 | Polonia (bandiera)            | D     | Bartosz Bereszyński       |
| 20 | Polonia (bandiera)            | C     | Piotr Zieliński           |

| N. |                       | Ruolo | Calciatore                     |
| -- | --------------------- | ----- | ------------------------------ |
| 21 | Italia (bandiera)     | A     | Matteo Politano                |
| 22 | Italia (bandiera)     | D     | Giovanni Di Lorenzo (capitano) |
| 23 | Italia (bandiera)     | A     | Alessio Zerbin                 |
| 30 | Italia (bandiera)     | P     | Salvatore Sirigu               |
| 31 | Algeria (bandiera)    | C     | Karim Zedadka                  |
| 33 | Algeria (bandiera)    | A     | Adam Ounas                     |
| 55 | Norvegia (bandiera)   | D     | Leo Skiri Østigård             |
| 59 | Italia (bandiera)     | D     | Alessandro Zanoli              |
| 68 | Slovacchia (bandiera) | C     | Stanislav Lobotka              |
| 70 | Italia (bandiera)     | C     | Gianluca Gaetano               |
| 77 | Georgia (bandiera)    | A     | Khvicha K'varatskhelia         |
| 81 | Italia (bandiera)     | A     | Giacomo Raspadori              |
| 91 | Francia (bandiera)    | C     | Tanguy Ndombele                |
| 95 | Italia (bandiera)     | P     | Pierluigi Gollini              |
| 99 | Camerun (bandiera)    | C     | André-Frank Anguissa           |

## Calciomercato

### Sessione estiva(dall'1/7 al 1/9)
| Acquisti         | Acquisti               | Acquisti      | Acquisti                                       |
| R.               | Nome                   | da            | Modalità                                       |
| ---------------- | ---------------------- | ------------- | ---------------------------------------------- |
| P                | Salvatore Sirigu       |               | svincolato                                     |
| D                | Kim Min-jae            | Fenerbahçe    | definitivo (19,5 milioni €)                    |
| D                | Mathías Olivera        | Getafe        | definitivo (16,5 milioni €)                    |
| D                | Leo Skiri Østigård     | Brighton      | definitivo (5 milioni €)                       |
| C                | Gianluca Gaetano       | Cremonese     | fine prestito                                  |
| C                | Tanguy Ndombele        | Tottenham     | prestito con diritto di riscatto               |
| C                | Karim Zedadka          | Charleroi     | fine prestito                                  |
| A                | Khvicha K'varatskhelia | Dinamo Batumi | definitivo (11,5 milioni €)                    |
| A                | Giacomo Raspadori      | Sassuolo      | prestito con obbligo di riscatto (5 milioni €) |
| A                | Giovanni Simeone       | Verona        | prestito con obbligo di riscatto               |
| A                | Alessio Zerbin         | Frosinone     | fine prestito                                  |
| Altre operazioni |                        |               |                                                |
| R.               | Nome                   | da            | Modalità                                       |
| D                | Filippo Costa          | Parma         | fine prestito                                  |
| D                | Sebastiano Luperto     | Empoli        | fine prestito                                  |
| D                | Francesco Mezzoni      | Pistoiese     | fine prestito                                  |
| C                | André-Frank Anguissa   | Fulham        | riscatto, definitivo (16 milioni €)            |
| C                | Michael Folorunsho     | Reggina       | fine prestito                                  |
| C                | Valerio Labriola       | Taranto       | fine prestito                                  |
| C                | Zinédine Machach       | Honvéd        | fine prestito                                  |
| C                | Luca Palmiero          | Cosenza       | fine prestito                                  |
| A                | Eugenio D'Ursi         | Pescara       | fine prestito                                  |
| A                | Franco Ferrari         | Pescara       | fine prestito                                  |
| A                | Lorenzo Sgarbi         | Legnago       | fine prestito                                  |

| Cessioni         | Cessioni           | Cessioni            | Cessioni                             |
| R.               | Nome               | a                   | Modalità                             |
| ---------------- | ------------------ | ------------------- | ------------------------------------ |
| P                | David Ospina       |                     | svincolato                           |
| D                | Faouzi Ghoulam     |                     | svincolato                           |
| D                | Kalidou Koulibaly  | Chelsea             | definitivo (38 milioni €)            |
| D                | Kévin Malcuit      |                     | svincolato                           |
| D                | Axel Tuanzebe      | Manchester Utd      | fine prestito                        |
| C                | Fabián Ruiz        | Paris Saint-Germain | definitivo (23 milioni €)            |
| A                | Lorenzo Insigne    |                     | svincolato                           |
| A                | Dries Mertens      |                     | svincolato                           |
| A                | Adam Ounas         | Lilla               | definitivo (3 milioni €)             |
| A                | Andrea Petagna     | Monza               | prestito con obbligo di riscatto     |
| Altre operazioni |                    |                     |                                      |
| R.               | Nome               | a                   | Modalità                             |
| P                | Nikita Contini     | Sampdoria           | prestito                             |
| D                | Filippo Costa      | Foggia              | prestito                             |
| D                | Davide Costanzo    | Alessandria         | prestito                             |
| D                | Sebastiano Luperto | Empoli              | prestito con obbligo di riscatto     |
| D                | Francesco Mezzoni  | Ancona              | prestito                             |
| C                | Michael Folorunsho | Bari                | prestito                             |
| C                | Valerio Labriola   | Taranto             | prestito                             |
| C                | Zinédine Machach   | Ionikos             | definitivo                           |
| C                | Luca Palmiero      | Pescara             | definitivo                           |
| A                | Giuseppe Ambrosino | Como                | prestito                             |
| A                | Antonio Cioffi     | Pontedera           | prestito                             |
| A                | Eugenio D'Ursi     | Foggia              | prestito con diritto di riscatto     |
| A                | Franco Ferrari     | Vicenza             | definitivo                           |
| A                | Arkadiusz Milik    | Olympique Marsiglia | riscatto, definitivo (8 milioni €)   |
| A                | Lorenzo Sgarbi     | Renate              | prestito                             |
| A                | Gennaro Tutino     | Parma               | riscatto, definitivo (5,5 milioni €) |

### Sessione invernale(dal 2/1 al 31/1)
| Acquisti         | Acquisti            | Acquisti    | Acquisti                         |
| R.               | Nome                | da          | Modalità                         |
| ---------------- | ------------------- | ----------- | -------------------------------- |
| P                | Pierluigi Gollini   | Atalanta    | prestito con diritto di riscatto |
| D                | Bartosz Bereszyński | Sampdoria   | prestito con diritto di riscatto |
| Altre operazioni |                     |             |                                  |
| R.               | Nome                | da          | Modalità                         |
| P                | Nikita Contini      | Sampdoria   | risoluzione prestito             |
| D                | Davide Costanzo     | Alessandria | risoluzione prestito             |
| A                | Giuseppe Ambrosino  | Como        | risoluzione prestito             |
| A                | Eugenio D'Ursi      | Foggia      | risoluzione prestito             |
| A                | Lorenzo Sgarbi      | Renate      | risoluzione prestito             |

| Cessioni         | Cessioni           | Cessioni     | Cessioni   |
| R.               | Nome               | a            | Modalità   |
| ---------------- | ------------------ | ------------ | ---------- |
| P                | Salvatore Sirigu   | Fiorentina   | definitivo |
| D                | Alessandro Zanoli  | Sampdoria    | prestito   |
| Altre operazioni |                    |              |            |
| R.               | Nome               | a            | Modalità   |
| P                | Nikita Contini     | Reggina      | prestito   |
| D                | Davide Costanzo    | Pro Vercelli | prestito   |
| A                | Giuseppe Ambrosino | Cittadella   | prestito   |
| A                | Eugenio D'Ursi     | Crotone      | definitivo |
| A                | Lorenzo Sgarbi     | Pro Sesto    | prestito   |

## Risultati

### Serie A

#### Girone di andata
| Arbitro: | Fabbri (Ravenna) |

|                       |           |                                                                         |
| Lasagna 29’ Henry 48’ | Marcatori | 37’ K'varatskhelia 45+3’ Osimhen 55’ Zieliński 65’ Lobotka 79’ Politano |

| Arbitro: | Fourneau (Roma 1) |

|                                                 |           |  |
| K'varatskhelia 35’, 62’ Osimhen 45+2’ Kim 90+3’ | Marcatori |  |

| Firenze 28 agosto 2022, ore 20:45 CEST 3ª giornata | Fiorentina         | 0 – 0 referto | Napoli | Stadio Artemio Franchi (32 286 spett.)\| Arbitro: \| Marinelli (Tivoli) \| |
| Arbitro:                                           | Marinelli (Tivoli) |               |        |                                                                            |

| Arbitro: | Marcenaro (Genova) |

|           |           |             |
| Elmas 27’ | Marcatori | 31’ Colombo |

| Arbitro: | Sozza (Seregno) |

|             |           |                            |
| Zaccagni 4’ | Marcatori | 38’ Kim 61’ K'varatskhelia |

| Arbitro: | Santoro (Messina) |

|               |           |  |
| Raspadori 89’ | Marcatori |  |

| Arbitro: | Mariani (Aprilia) |

|            |           |                                 |
| Giroud 69’ | Marcatori | 55’ (rig.) Politano 78’ Simeone |

| Arbitro: | Massimi (Termoli) |

|                                     |           |              |
| Anguissa 6’, 12’ K'varatskhelia 37’ | Marcatori | 44’ Sanabria |

| Arbitro: | Abisso (Palermo) |

|             |           |                                                            |
| Dessers 47’ | Marcatori | 26’ (rig.) Politano 76’ Simeone 90+3’ Lozano 90+5’ Olivera |

| Arbitro: | Cosso (Reggio Calabria) |

|                                  |           |                        |
| Jesus 45’ Lozano 49’ Osimhen 69’ | Marcatori | 41’ Zirkzee 51’ Barrow |

| Arbitro: | Irrati (Pistoia) |

|  |           |             |
|  | Marcatori | 80’ Osimhen |

| Arbitro: | Rapuano (Rimini) |

|                                         |           |  |
| Osimhen 4’, 19’, 77’ K'varatskhelia 36’ | Marcatori |  |

| Arbitro: | Mariani (Aprilia) |

|                    |           |                       |
| Lookman 19’ (rig.) | Marcatori | 23’ Osimhen 35’ Elmas |

| Arbitro: | Pairetto (Nichelino) |

|                                 |           |  |
| Lozano 69’ (rig.) Zieliński 88’ | Marcatori |  |

| Arbitro: | Ayroldi (Molfetta) |

|                                     |           |                               |
| Osimhen 15’ Zieliński 31’ Elmas 58’ | Marcatori | 79’ Nestorovski 82’ Samardžić |

| Arbitro: | Sozza (Seregno) |

|           |           |  |
| Džeko 56’ | Marcatori |  |

| Arbitro: | Abisso (Palermo) |

|  |           |                              |
|  | Marcatori | 19’ Osimhen 82’ (rig.) Elmas |

| Arbitro: | Doveri (Roma 1) |

|                                                            |           |              |
| Osimhen 14’, 65’ K'varatskhelia 39’ Rrahmani 55’ Elmas 72’ | Marcatori | 42’ Di María |

| Arbitro: | Chiffi (Padova) |

|  |           |                              |
|  | Marcatori | 45+3’ Di Lorenzo 48’ Osimhen |

#### Girone di ritorno
| Arbitro: | Orsato (Schio) |

|                         |           |                 |
| Osimhen 17’ Simeone 86’ | Marcatori | 75’ El Shaarawy |

| Arbitro: | Di Bello (Brindisi) |

|  |           |                                            |
|  | Marcatori | 47’ (rig.) K'varatskhelia 68’, 73’ Osimhen |

| Arbitro: | Massimi (Termoli) |

|                                          |           |  |
| K'varatskhelia 22’ Osimhen 65’ Elmas 79’ | Marcatori |  |

| Arbitro: | Colombo (Como) |

|  |           |                                |
|  | Marcatori | 12’ K'varatskhelia 33’ Osimhen |

| Arbitro: | Ayroldi (Molfetta) |

|  |           |                                |
|  | Marcatori | 17’ (aut.) Ismajli 28’ Osimhen |

| Arbitro: | Pairetto (Nichelino) |

|  |           |            |
|  | Marcatori | 67’ Vecino |

| Arbitro: | Colombo (Como) |

|                                 |           |  |
| K'varatskhelia 60’ Rrahmani 77’ | Marcatori |  |

| Arbitro: | Marchetti (Ostia Lido) |

|  |           |                                                        |
|  | Marcatori | 9’, 57’ Osimhen 35’ (rig.) K'varatskhelia 68’ Ndombele |

| Arbitro: | Rapuano (Rimini) |

|  |           |                                         |
|  | Marcatori | 17’, 59’ Leão 25’ Díaz 67’ Saelemaekers |

| Arbitro: | Manganiello (Pinerolo) |

|                  |           |                                 |
| Di Francesco 52’ | Marcatori | 18’ Di Lorenzo 64’ (aut.) Gallo |

| Napoli 15 aprile 2023, ore 18:00 CEST 30ª giornata | Napoli            | 0 – 0 referto | Verona | Stadio Diego Armando Maradona (39 216 spett.)\| Arbitro: \| La Penna (Roma 1) \| |
| Arbitro:                                           | La Penna (Roma 1) |               |        |                                                                                  |

| Arbitro: | Fabbri (Ravenna) |

|  |           |                 |
|  | Marcatori | 90+3’ Raspadori |

| Arbitro: | Marcenaro (Genova) |

|             |           |         |
| Olivera 62’ | Marcatori | 84’ Dia |

| Arbitro: | Abisso (Palermo) |

|            |           |             |
| Lovric 13’ | Marcatori | 52’ Osimhen |

| Arbitro: | Marchetti (Ostia Lido) |

|                    |           |  |
| Osimhen 74’ (rig.) | Marcatori |  |

| Arbitro: | Cosso (Reggio Calabria) |

|                      |           |  |
| Mota 18’ Petagna 54’ | Marcatori |  |

| Arbitro: | Marinelli (Tivoli) |

|                                           |           |            |
| Anguissa 67’ Di Lorenzo 85’ Gaetano 90+4’ | Marcatori | 82’ Lukaku |

| Arbitro: | Marcenaro (Genova) |

|                               |           |                  |
| Ferguson 62’ De Silvestri 84’ | Marcatori | 14’, 54’ Osimhen |

| Arbitro: | Feliciani (Teramo) |

|                                |           |  |
| Osimhen 64’ (rig.) Simeone 85’ | Marcatori |  |

### Coppa Italia

#### Fase a eliminazione diretta
| Arbitro: | Ferrieri Caputi (Livorno) |

|                                            |                      |                                              |
| Juan Jesus 33’ Simeone 36’                 | Marcatori            | 18’ Pickel 87’ Afena-Gyan                    |
| Politano Simeone Zieliński Lobotka Osimhen | Tiri di rigore 4 – 5 | Vásquez Buonaiuto Tsadjout Valeri Afena-Gyan |

### UEFA Champions League

#### Fase a gironi
| Arbitro: | del Cerro Grande |

|                                                   |           |          |
| Zieliński 5’ (rig.), 47’ Anguissa 31’ Simeone 44’ | Marcatori | 49’ Díaz |

| Arbitro: | Mateu Lahoz |

|  |           |                                                  |
|  | Marcatori | 68’ (rig.) Politano 85’ Raspadori 90+1’ Ndombele |

| Arbitro: | Letexier |

|          |           |                                                                                |
| Kudus 9’ | Marcatori | 18’, 47’ Raspadori 33’ Di Lorenzo 45’ Zieliński 63’ K'varatskhelia 81’ Simeone |

| Arbitro: | Zwayer |

|                                                               |           |                                  |
| Lozano 4’ Raspadori 16’ K'varatskhelia 62’ (rig.) Osimhen 89’ | Marcatori | 49’ Klaassen 83’ (rig.) Bergwijn |

| Arbitro: | Umut Meler |

|                               |           |  |
| Simeone 11’, 16’ Østigård 80’ | Marcatori |  |

| Arbitro: | Stieler |

|                       |           |  |
| Salah 85’ Núñez 90+8’ | Marcatori |  |

#### Fase a eliminazione diretta
| Arbitro: | Soares Dias |

|  |           |                            |
|  | Marcatori | 40’ Osimhen 65’ Di Lorenzo |

| Arbitro: | Taylor |

|                                         |           |  |
| Osimhen 45+2’, 53’ Zieliński 64’ (rig.) | Marcatori |  |

| Arbitro: | Kovács |

|              |           |  |
| Bennacer 40’ | Marcatori |  |

| Arbitro: | Marciniak |

|               |           |            |
| Osimhen 90+3’ | Marcatori | 43’ Giroud |

## Statistiche finali

### Statistiche di squadra
| Competizione          | Punti | In casa | In casa | In casa | In casa | In casa | In casa | In trasferta | In trasferta | In trasferta | In trasferta | In trasferta | In trasferta | Totale | Totale | Totale | Totale | Totale | Totale | DR  |
| Competizione          | Punti | G       | V       | N       | P       | Gf      | Gs      | G            | V            | N            | P            | Gf           | Gs           | G      | V      | N      | P      | Gf     | Gs     | DR  |
| --------------------- | ----- | ------- | ------- | ------- | ------- | ------- | ------- | ------------ | ------------ | ------------ | ------------ | ------------ | ------------ | ------ | ------ | ------ | ------ | ------ | ------ | --- |
| Serie A               | 90    | 19      | 14      | 3       | 2       | 40      | 15      | 19           | 14           | 3            | 2            | 37           | 13           | 38     | 28     | 6      | 4      | 77     | 28     | +49 |
| Coppa Italia          | -     | 1       | 0       | 1       | 0       | 2       | 2       | -            | -            | -            | -            | -            | -            | 1      | 0      | 1      | 0      | 2      | 2      | 0   |
| UEFA Champions League | 15    | 5       | 4       | 1       | 0       | 15      | 4       | 5            | 3            | 0            | 2            | 11           | 4            | 10     | 7      | 1      | 2      | 26     | 8      | +18 |
| Totale                | -     | 25      | 18      | 5       | 2       | 57      | 21      | 24           | 17           | 3            | 4            | 48           | 17           | 49     | 35     | 8      | 6      | 105    | 38     | +67 |

### Andamento in campionato
| Giornata  | 1 | 2 | 3 | 4 | 5 | 6 | 7 | 8 | 9 | 10 | 11 | 12 | 13 | 14 | 15 | 16 | 17 | 18 | 19 | 20 | 21 | 22 | 23 | 24 | 25 | 26 | 27 | 28 | 29 | 30 | 31 | 32 | 33 | 34 | 35 | 36 | 37 | 38 |
| --------- | - | - | - | - | - | - | - | - | - | -- | -- | -- | -- | -- | -- | -- | -- | -- | -- | -- | -- | -- | -- | -- | -- | -- | -- | -- | -- | -- | -- | -- | -- | -- | -- | -- | -- | -- |
| Luogo     | T | C | T | C | T | C | T | C | T | C  | T  | C  | T  | C  | C  | T  | T  | C  | T  | C  | T  | C  | T  | T  | C  | C  | T  | C  | T  | C  | T  | C  | T  | C  | T  | C  | T  | C  |
| Risultato | V | V | N | N | V | V | V | V | V | V  | V  | V  | V  | V  | V  | P  | V  | V  | V  | V  | V  | V  | V  | V  | P  | V  | V  | P  | V  | N  | V  | N  | N  | V  | P  | V  | N  | V  |
| Posizione | 1 | 1 | 1 | 3 | 2 | 1 | 1 | 1 | 1 | 1  | 1  | 1  | 1  | 1  | 1  | 1  | 1  | 1  | 1  | 1  | 1  | 1  | 1  | 1  | 1  | 1  | 1  | 1  | 1  | 1  | 1  | 1  | 1  | 1  | 1  | 1  | 1  | 1  |

Fonte:  Serie A – Classifica, su legaseriea.it.
Legenda:

Luogo: C = Casa; T = Trasferta. Risultato: V = Vittoria; N = Pareggio; P = Sconfitta.

### Statistiche dei giocatori
Sono in corsivo i calciatori che hanno lasciato la società a stagione in corso.
| Giocatore         | Serie A  | Serie A | Serie A     | Serie A    | Coppa Italia | Coppa Italia | Coppa Italia | Coppa Italia | Champions League | Champions League | Champions League | Champions League | Totale   | Totale | Totale      | Totale     |
| Giocatore         | Presenze | Reti    | Ammonizioni | Espulsioni | Presenze     | Reti         | Ammonizioni  | Espulsioni   | Presenze         | Reti             | Ammonizioni      | Espulsioni       | Presenze | Reti   | Ammonizioni | Espulsioni |
| ----------------- | -------- | ------- | ----------- | ---------- | ------------ | ------------ | ------------ | ------------ | ---------------- | ---------------- | ---------------- | ---------------- | -------- | ------ | ----------- | ---------- |
| A.-F. Anguissa    | 36       | 3       | 3           | 0          | 1            | 0            | 0            | 0            | 8                | 1                | 0                | 1                | 45       | 4      | 3           | 1          |
| B. Bereszyński    | 3        | 0       | 1           | 0          | 1            | 0            | 0            | 0            | 0                | 0                | 0                | 0                | 4        | 0      | 1           | 0          |
| D. Demme          | 7        | 0       | 0           | 0          | 0            | 0            | 0            | 0            | 0                | 0                | 0                | 0                | 7        | 0      | 0           | 0          |
| G. Di Lorenzo     | 37       | 3       | 2           | 0          | 0            | 0            | 0            | 0            | 10               | 2                | 2                | 0                | 47       | 5      | 4           | 0          |
| E. Elmas          | 36       | 6       | 5           | 0          | 1            | 0            | 0            | 0            | 10               | 0                | 0                | 0                | 47       | 6      | 5           | 0          |
| G. Gaetano        | 8        | 1       | 0           | 0          | 1            | 0            | 0            | 0            | 3                | 0                | 0                | 0                | 12       | 1      | 0           | 0          |
| P. Gollini        | 4        | -4      | 0           | 0          | 0            | -0           | 0            | 0            | 0                | -0               | 0                | 0                | 4        | -4     | 0           | 0          |
| H. Idasiak        | 0        | -0      | 0           | 0          | 0            | -0           | 0            | 0            | 0                | -0               | 0                | 0                | 0        | -0     | 0           | 0          |
| J. Jesus          | 15       | 1       | 2           | 0          | 1            | 1            | 1            | 0            | 3                | 0                | 1                | 0                | 19       | 2      | 4           | 0          |
| M. Kim            | 35       | 2       | 5           | 0          | 1            | 0            | 0            | 0            | 9                | 0                | 3                | 0                | 45       | 2      | 8           | 0          |
| K. K'varatskhelia | 34       | 12      | 1           | 0          | 0            | 0            | 0            | 0            | 9                | 2                | 0                | 0                | 43       | 14     | 1           | 0          |
| S. Lobotka        | 38       | 1       | 1           | 0          | 1            | 0            | 0            | 0            | 10               | 0                | 0                | 0                | 49       | 1      | 1           | 0          |
| H. Lozano         | 32       | 3       | 3           | 0          | 0            | 0            | 0            | 0            | 9                | 1                | 0                | 0                | 41       | 4      | 3           | 0          |
| D. Marfella       | 0        | -0      | 0           | 0          | 0            | -0           | 0            | 0            | 0                | -0               | 0                | 0                | 0        | -0     | 0           | 0          |
| A. Meret          | 34       | -24     | 0           | 0          | 1            | -2           | 0            | 0            | 10               | -8               | 0                | 0                | 45       | -34    | 0           | 0          |
| T. Ndombele       | 30       | 1       | 5           | 0          | 1            | 0            | 0            | 0            | 9                | 1                | 0                | 0                | 40       | 2      | 5           | 0          |
| M. Olivera        | 30       | 2       | 2           | 0          | 1            | 0            | 0            | 0            | 8                | 0                | 1                | 0                | 39       | 2      | 3           | 0          |
| V. Osimhen        | 32       | 26      | 4           | 0          | 1            | 0            | 0            | 0            | 7                | 5                | 1                | 0                | 40       | 31     | 5           | 0          |
| L. S. Østigård    | 7        | 0       | 1           | 0          | 1            | 0            | 0            | 0            | 3                | 1                | 0                | 0                | 11       | 1      | 1           | 0          |
| A. Ounas          | 2        | 0       | 0           | 0          | 0            | 0            | 0            | 0            | 0                | 0                | 0                | 0                | 2        | 0      | 0           | 0          |
| M. Politano       | 27       | 3       | 1           | 0          | 1            | 0            | 0            | 0            | 9                | 1                | 2                | 0                | 37       | 4      | 3           | 0          |
| G. Raspadori      | 25       | 2       | 1           | 0          | 1            | 0            | 0            | 0            | 7                | 4                | 1                | 0                | 33       | 6      | 2           | 0          |
| A. Rrahmani       | 29       | 2       | 2           | 0          | 0            | 0            | 0            | 0            | 7                | 0                | 2                | 0                | 36       | 2      | 4           | 0          |
| M. Rui            | 22       | 0       | 2           | 1          | 0            | 0            | 0            | 0            | 6                | 0                | 1                | 0                | 28       | 0      | 3           | 1          |
| G. Simeone        | 25       | 4       | 1           | 0          | 1            | 1            | 0            | 0            | 7                | 4                | 0                | 0                | 33       | 9      | 1           | 0          |
| S. Sirigu         | 0        | -0      | 0           | 0          | 0            | -0           | 0            | 0            | 0                | -0               | 0                | 0                | 0        | -0     | 0           | 0          |
| A. Zanoli         | 1        | 0       | 0           | 0          | 0            | 0            | 0            | 0            | 2                | 0                | 0                | 0                | 3        | 0      | 0           | 0          |
| K. Zedadka        | 3        | 0       | 0           | 0          | 0            | 0            | 0            | 0            | 0                | 0                | 0                | 0                | 3        | 0      | 0           | 0          |
| A. Zerbin         | 10       | 0       | 1           | 0          | 1            | 0            | 1            | 0            | 3                | 0                | 0                | 0                | 14       | 0      | 2           | 0          |
| P. Zieliński      | 37       | 3       | 3           | 0          | 1            | 0            | 0            | 0            | 10               | 4                | 1                | 0                | 48       | 7      | 4           | 0          |